# Jacques Seligmann & Company
Jacques Seligmann & Co va ser una empresa de marxants d'art francès i americà, així com una galeria d'art especialitzada en antiguitats i art decoratiu. És considerat un dels principals distribuïdors d'art a galeries, i responsable en part del procés d'apreciació de l'art contemporani europeu als Estats Units. Moltes de les peces adquirides a través de Jacques Seligmann & Co ara resideixen en les col·leccions de museus d'art i galeries de tot el món, donades ara a aquestes institucions per part de col·leccionistes privats que van adquirir-les a Jacques Seligman.

## Història

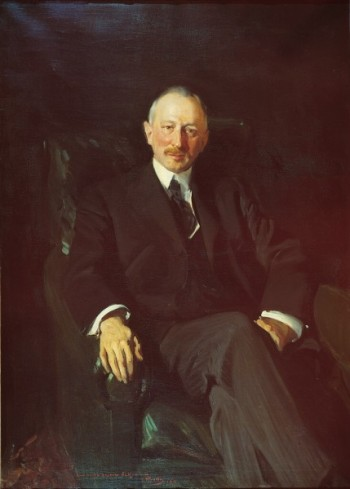
Jacques Seligmann, retrat de Joaquim Sorolla de 1911

### Negoci familiar
Jacques Seligmann & Co va ser fundada a París el 1880 per Jacques Seligmann (1858-1923), un emigrant alemany que va arribar a França el 1874 i es va convertir en ciutadà francès. La petita galeria, situada a la Rue du Sommerard es va convertir ràpidament en un lloc de referència en el sector, i el 1900 es va mudar a un nou espai: la Galerie Seligmann, a la Place Vendôme. Dos germans de Jacques, Simó i Arnold, es van unir al negoci durant aquest temps; Simon com a comptable i Arnold tractant amb els clients. Jacques es va dedicar a la gerència i a realitzar totes les compres d'art. La demanda del mercat americà va portar a la galeria a obrir una oficina a Nova York a la 7 West 36th St el 1904. Poc després, el 1909, Seligmann va comprar el Palau de Sagan a París, que serviria com a seu d'aparador per a les seves grans exposicions i visites de clients. Van ser clients de la galeria persones notables com Edmond James de Rothschild, la família Stróganov, Philip Sassoon, Benjamin Altman, William Randolph Hearst, J. P. Morgan, Henry Walters, o Joseph Widener, entre d'altres.
El 1912 una disputa familiar va acabar amb una demanda de divisió de la companyia: Arnold va mantenir la seu de la Place Vendôme i va canviar el nom de la galeria a Arnold Seligmann & Co i Jacques va traslladar la seva seu al Palau Sagan, obrint també un nou espai a la Place Vendôme 17, molt a prop del negoci del seu germà. Poc temps després l'espai de Jacques a la Place Vendôme es va traslladar al número 9 de la Rue de la Paix i l'oficina de Nova York es va moure a un espai més gran al 705 de la Cinquena Avinguda.
Poc després s'incorporaria al negoci Germain Seligman, el fill de Jacques (la segona n del cognom va ser eliminada del seu nom quan es va convertir en ciutadà nord-americà.) Germain es dedicava a l'atenció al client i va acompanyar al seu pare en els viatges de compra. El 1910 es va traslladar a Sant Petersburg, Rússia, per investigar la venda dels esmalts Swenigorodskoi. Germain deixaria la galeria el 1914 per lluitar per l'exèrcit francès durant la Primera Guerra Mundial i tornaria a reunir-se amb l'empresa familiar com a soci el 1920. Quan el seu pare va morir el 1923, Germain es va convertir en president.

## D'art decoratiu a art modern
En els primers anys Jacques Seligmann & Co es va centrar en la compra i venda d'art decoratiu relacionat amb el l'Imperi Romà d'Orient i l'art del Renaixement, per seguir amb la popularitat d'aquell moment. A principis del segle xx, a mesura que els gustos del públic van anar evolucionant, també ho va fer l'inventari de la galeria. La Primera Guerra Mundial va provocar una interrupció en les vendes a Europa, però l'interès a dels clients dels Estats Units pel que fa a l'art modern i l'Impressionisme era cada cop més alt. Després de la Gran Guerra es van reprendre les vendes a Europa i Germain va començar a vendre obres d'artistes com Pierre Bonnard, Honoré Daumier, Pablo Picasso, Vincent van Gogh i d'altres mestres moderns. Alguns membres de la família van desaprovar els interessos en l'art modern de Germain, i finalment va acabar formant una filial, International Contemporary Art Company, Inc., juntament amb el seu soci César Mange de Hauke. El nom canviaria a Hauke & Company quan Hauke va esdevenir director, i l'empresa es va centrar en l'art europeu contemporani. Les compres es feien a París i Londres i es venien principalment als Estats Units.
A finals dels anys 1920 de Hauke va exposar l'obra de l'escola francesa a Nova York, presentant diversos dibuixos i aquarel·les dels seus artistes favorits, entre els quals es trobaven Paul Cézanne, Eugène Delacroix, Pierre-Auguste Renoir, Jean Ingres i Georges Seurat. Pablo Picasso va ser presentat dues vegades, primer el 1936, amb pintures de l'època blava i l'època rosa, i la segona el novembre de 1937 amb l'exposició Vint anys en l'evolució de Picasso, que va mostrar la pintura Les Demoiselles d'Avignon. El Museu d'Art Modern de Nova York va adquirir el quadre per $ 24.000. El museu va aportar 18.000 dòlars del preu de compra mitjançant la venda d'una pintura de Degas. Van aconseguir la resta del preu de compra mitjançant donacions dels co-propietaris de la galeria de Jacques Seligman and Cesar de Hauke.
L'èxit de l'empresa de Hauke & Co canviaria la ment de la família Seligmann pel que fa al seu interès en les vendes d'art modern i, finalment, de Hauke & Co va passar a dir-se Modern Paintings, Inc. i de Hauke va ser nomenat director, però les tensions van anar augmentant i el 1931 va renunciar al càrrec i es va traslladar a París.

### Segona Guerra Mundial
El 1934 Modern Paintings, Inc va ser absorbida per Jacques Seligmann & Co i Tessa Corporation, una altra subsidiària de l'empresa. El 1935, una altra filial es va fundar, el Departament d'Amèrica Contemporània, que es va formar per representar artistes emergents d'Amèrica, dirigit per l'empleada de la galeria Teresa D. Parker.
A París, la ciutat es va oferir a comprar el Palau de Sagan, per a dur a terme l'Exposició Internacional de les Arts i Tècniques La Vie moderne el 1937. Jacques Seligmann & Co va centrar el seu negoci a París a la Rue de la Paix, i Nova York es va convertir en la seu central internacional.
El germanastre de Germain, François-Gerard dirigiria l'oficina de París, i Germain va treballar a cavall de París i Nova York fins que va fixar la seva residència permanent a Nova York el 1939. Germain va formar part del Comitè d'Exposicions de la fira internacional de 1939 a Nova York, coordinant l'àrea d'art i la secció d'art francès.
El juny de 1940 com París va ser ocupat dels alemanys, les vendes de les empreses es van desplomar i durant l'estiu tant les galeries Seligmann com les propietats de la família van ser capturades per la França de Vichy, incloent la col·lecció d'art privada de Germain.
La família va vendre part de les seves propietats en una subhasta privada, i posteriorment va cremar els seus arxius de París per tal d'evitar que fossin adquirits pels nazis. Durant aquest temps l'oficina de Nova York va passar del carrer 51st a un espai més petit al carrer 57th Street. Arnold Seligmann & Co es va quedar sense director, i Germain va consolidar els dos negocis de la família després d'una reconciliació entre els membres barallats.

### Després de la Guerra

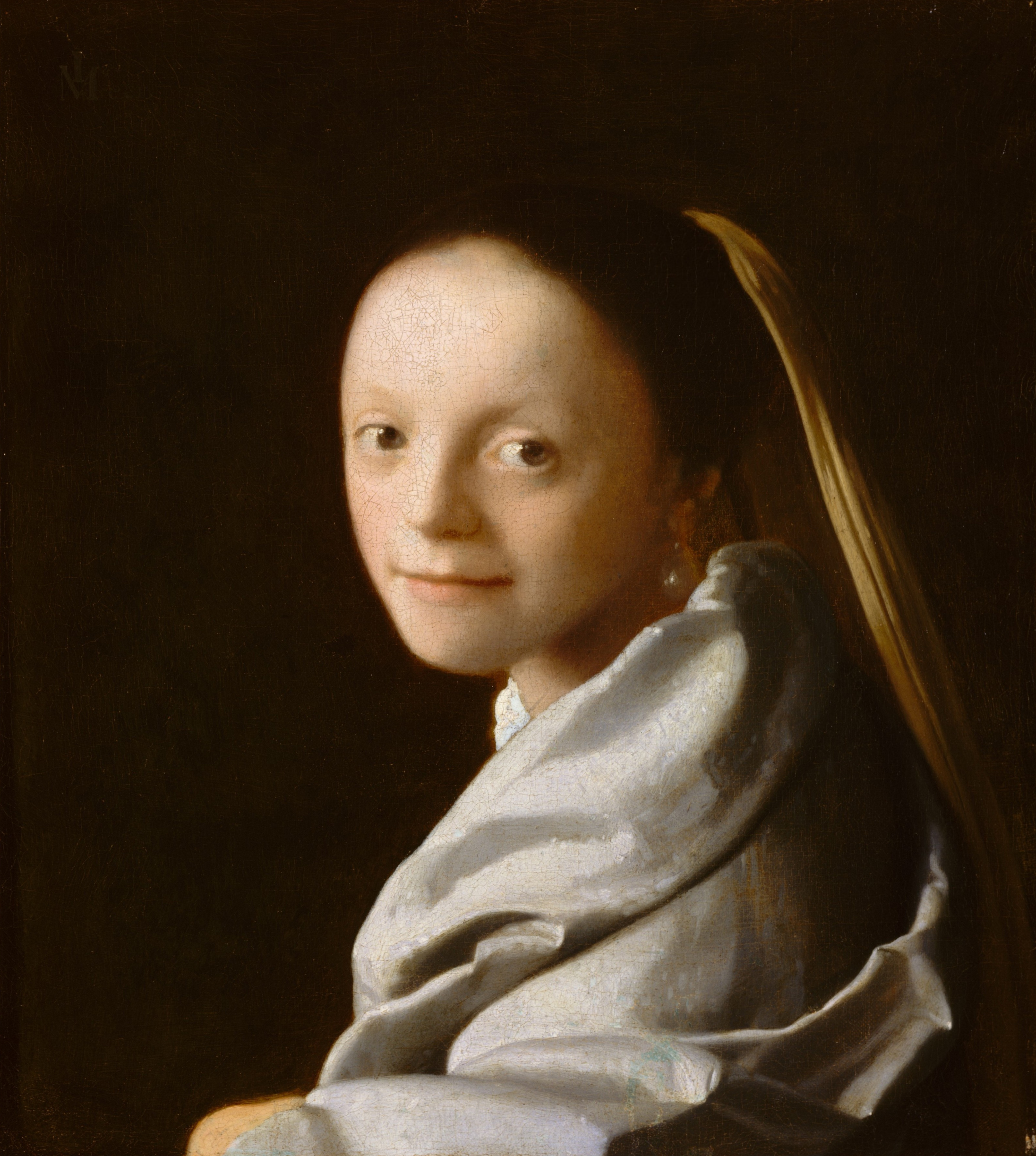
Retrat d'una dona Jove de Johannes Vermeer.

Després de la guerra Jacques Seligmann & Co es va centrar molt en la recuperació d'art saquejats i els béns, així com en la reorganització dels negocis. El 1951 Germain va vendre la col·lecció del Comtat d'Arensberg, on hi havien manuscrits il·luminats, gravats i pintures, així com el Retrat d'una dona jove, de Johannes Vermeer, que va vendre més d'un quart de milió de dòlars. El 1953 es van vendre obres de la col·lecció de Franz Joseph II, el príncep de Liechtenstein, i va adquirir set escultures de marbre italià, que van ser venudes a la Fundació Kress el 1954. L'empresa va continuar exhibint obres d'artistes contemporanis fins que va tancar el 1978, després de la mort de Germain Seligman.

## Llegat
Germain Seligman va escriure nombroses publicacions sobre art. El seu llibre Roger de La Fresnaye, with a Catalogue Raisonné, (1969) va ser declarat un dels Deu Millors Llibres de l'Any pel New York Times. Els arxius de la companyia van ser donats el 1978 per Ethlyne Seligman, vídua de Germain Seligman, als Arxius d'Art Americà, amb una nova donació el 1994. El 2001 la col·lecció va ser processada amb el finançament de la Fundació Getty, seguit d'una beca de $100.000 de la Fundació Kress per digitalitzar-la i donar-li accés públic en línia.
Molts museus de renom mostren obres que van passar per la companyia, entre les quals destaquen:
- Contrast of Forms de Fernand Léger, 1913; Philadelphia Museum of Art[3]
- Dance at Bougival de Pierre-Auguste Renoir, 1883; Museu de Belles Arts de Boston[4]
- The Empress Eugénie de Franz Xaver Winterhalter, 1854; Metropolitan Museum of Art[5]
- Home amb guitarra de Pablo Picasso, 1912; Philadelphia Museum of Art[6]
- Mitten Gauntlet for the Left Hand, atribuïda a Anton Peffenhauser, 1563; Saint Louis Art Museum[7]
- Washerwomen in a Willow Grove, 1871, de Camille Corot; Clark Art Institute[8]